# Kőbánya-Kispest metróállomás
A Kőbánya-Kispest metróállomáson van a budapesti M3-as metróvonal déli végállomása, a vonatok ide a Határ út felől érkeznek. Az állomásnak öt kijárata van, melyek közül három közvetlenül az utcára nyílik, valamint az állomás területére telepített hat darab felvonó egyike is ki- illetve bejáratként funkcionál a metróhoz. A végállomástól nem messze található a metró Kőér utcai járműtelepe. Az állomást 2019. április 6-a és 2020. október 22-e között a vonal déli szakaszának rekonstrukciója miatt lezárták.
A metróvonal felújításának megkezdésekor tervben volt, hogy a metróállomás új neve a tájékozódás megkönnyítése érdekében Kőbánya-Kispest vasútállomás lesz a vasúti kapcsolat miatt (mivel közvetlenül a metróállomás mellett található a Budapest–Záhony-vasútvonalon fekvő Kőbánya-Kispest vasútállomás), ám ezt elvetették.

## Története
Eredetileg a kispesti Vörös Csillag Traktorgyárat jelölték ki végállomásnak, azonban a tervek módosultak és a végállomás Kőbánya-Kispestre épült meg. Az építkezés 1978-ban kezdődött, a Kővári György tervei alapján épült futurisztikus állomásépületet 1980. március 29-én adták át II/A (Nagyvárad tér–Kőbánya-Kispest) szakaszon. (1982-ben az Edda Művek itt forgatta a Hűtlen című dal videóklipjét.) Az épület jellegzetes narancssárga panelekből állt, melyekben nyolcszögletű ablakok helyezkedtek el, más részét vörös színű acélgerendák támasztották meg vagy merevítették ki, itt panorámakilátás is volt a vasúti vágányokra vagy a buszvégállomásokra. Körülbelül tíz évig működött minden rendeltetésszerűen, azonban a rendszerváltást követően az épület apró üzletekkel épült be, szűkké és sötétté téve azt és egyre inkább megjelentek a környéken a hajléktalanok, a környezet lepusztulttá, rendezetlenné vált.
2008 elején a területen kezdetét vette a KöKi Terminál építése, amelyet 2011. október 14-én adtak át, teljesen megváltoztatva az esztétikailag és funkcionálisan is leromlott városközpontot. A régi, Kővári-féle állomást a hozzá tartozó vasúti peronokhoz vezető gyalogoshíd kivételével elbontották, az új állomást pedig szervesen egybeépítették a KöKi Terminál bevásárlóközponttal. A metróállomást 2011. szeptember 3-án adták át – ideiglenes formában – az utasoknak.

## Átszállási kapcsolatok
| Kőbánya-Kispest | 68, 85, 85E, 93, 93A, 98, 98E, 132E, 136, 148, 151, 182, 182A, 184, 193E, 200E, 202E, 268, 282E, 284E 575, 576, 577, 578, 580, 581 S21 S36 G43 S50 G50 Z50 IC, sebesvonat, gyorsvonat, expresszvonat | Kőbánya-Kispest vasútállomás, KöKi Terminál bevásárlóközpont, Richter Gedeon gyógyszergyár |

## Képgaléria

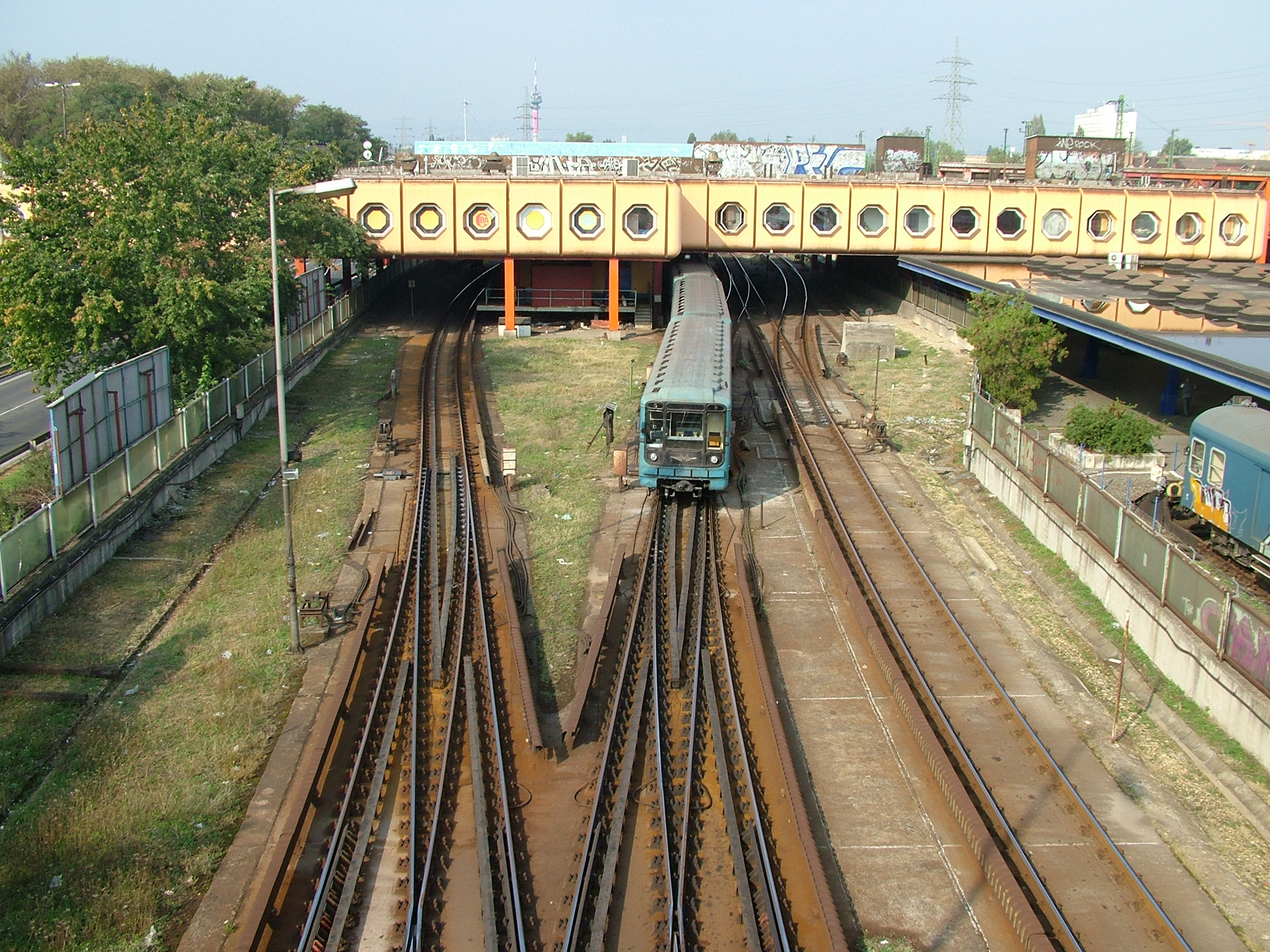
A Kővári féle jellegzetes narancssárga állomásépület a nyolcszögletű ablakokkal
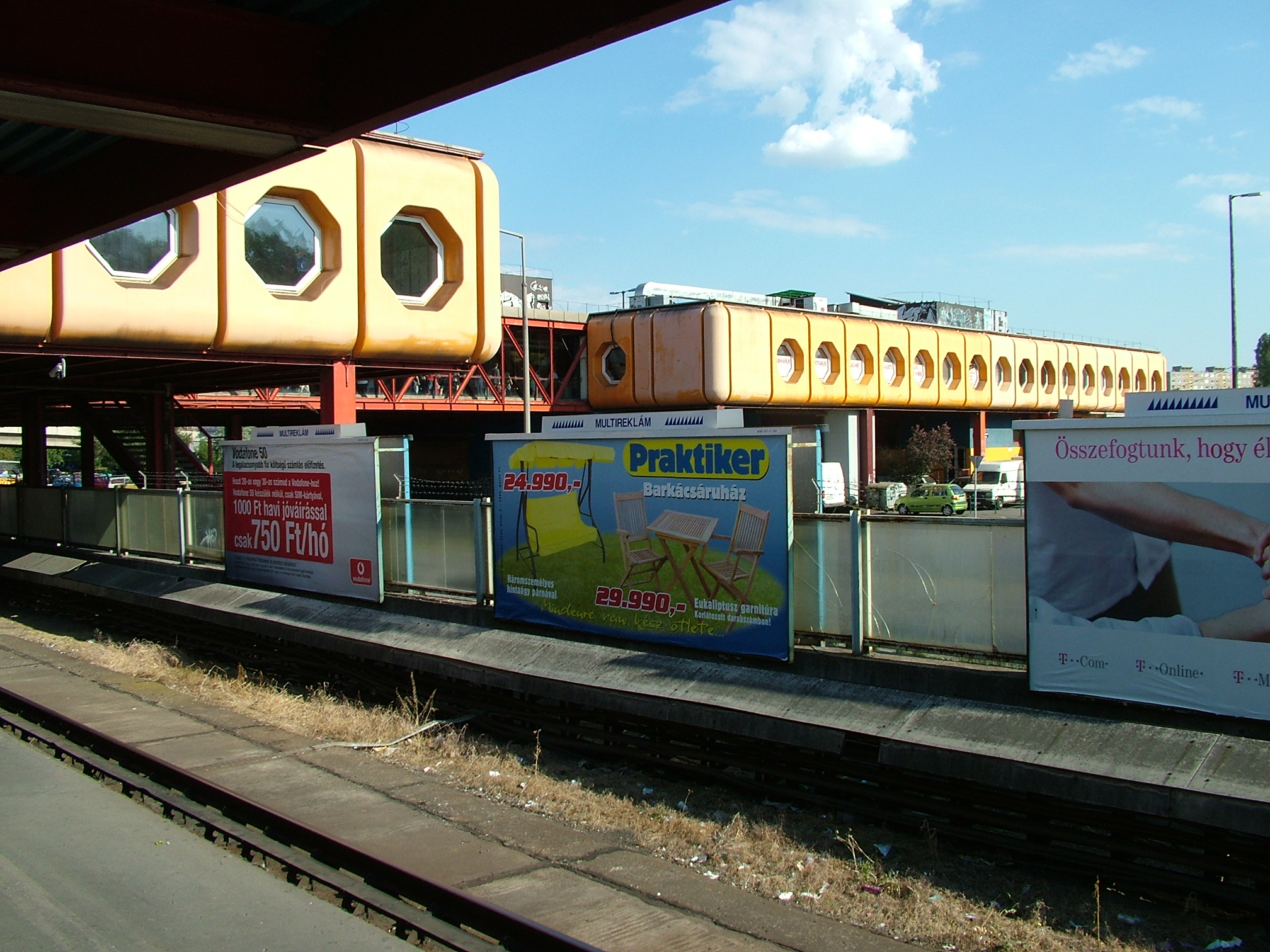
Kilátás a régi épületre a metró peronjáról
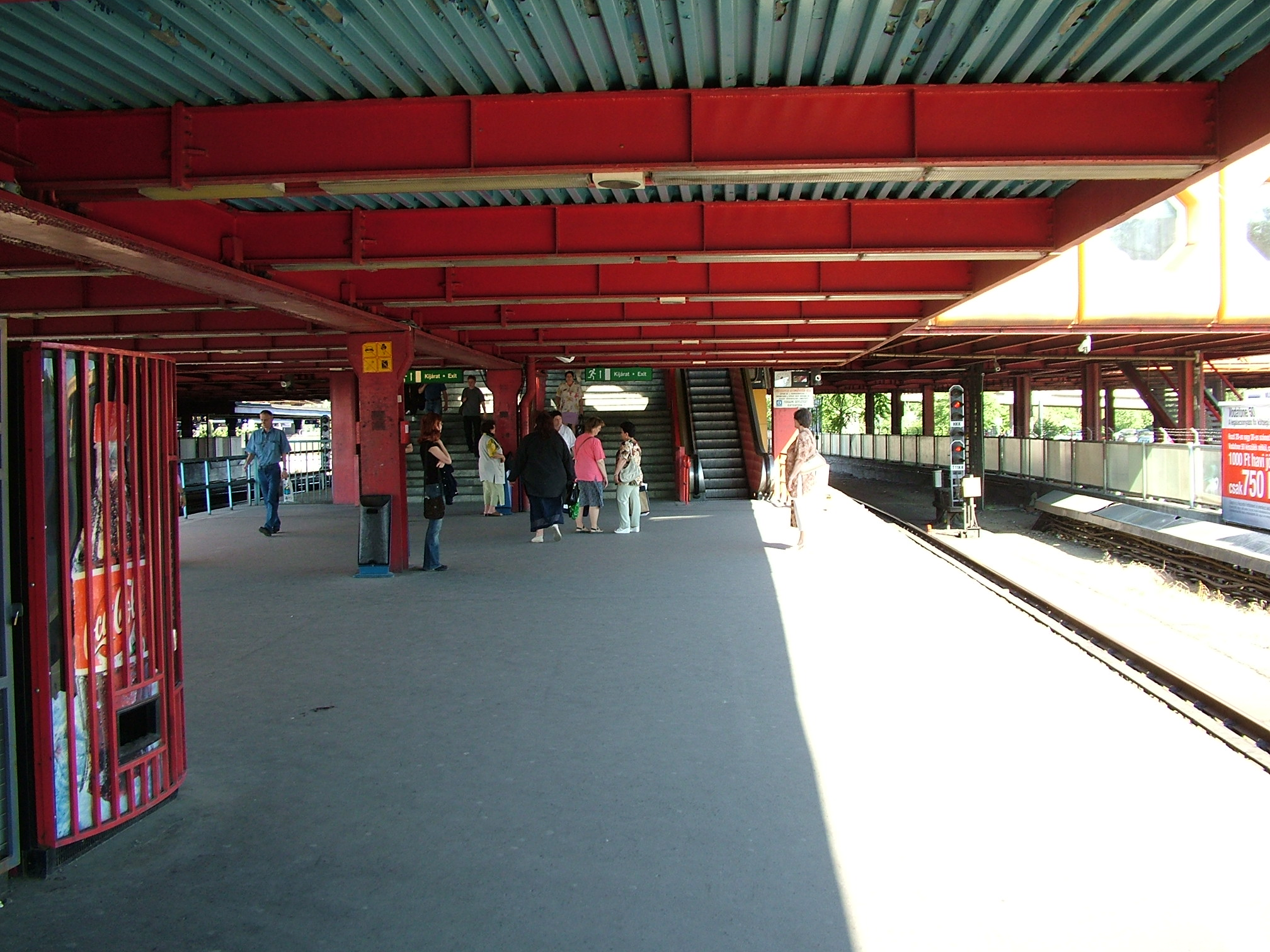
Régi metróperon a régi kijárat felé
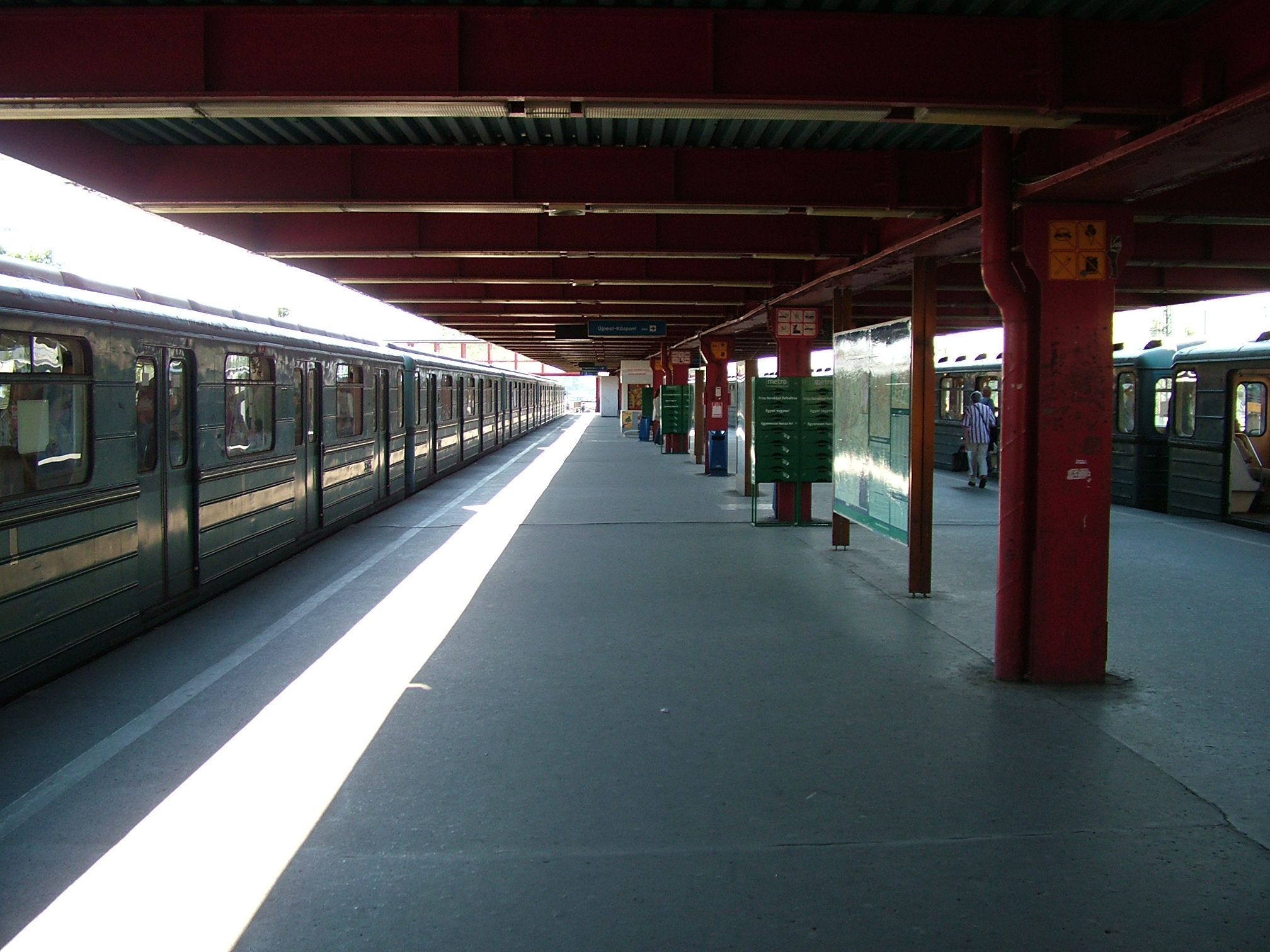
Régi metróperon
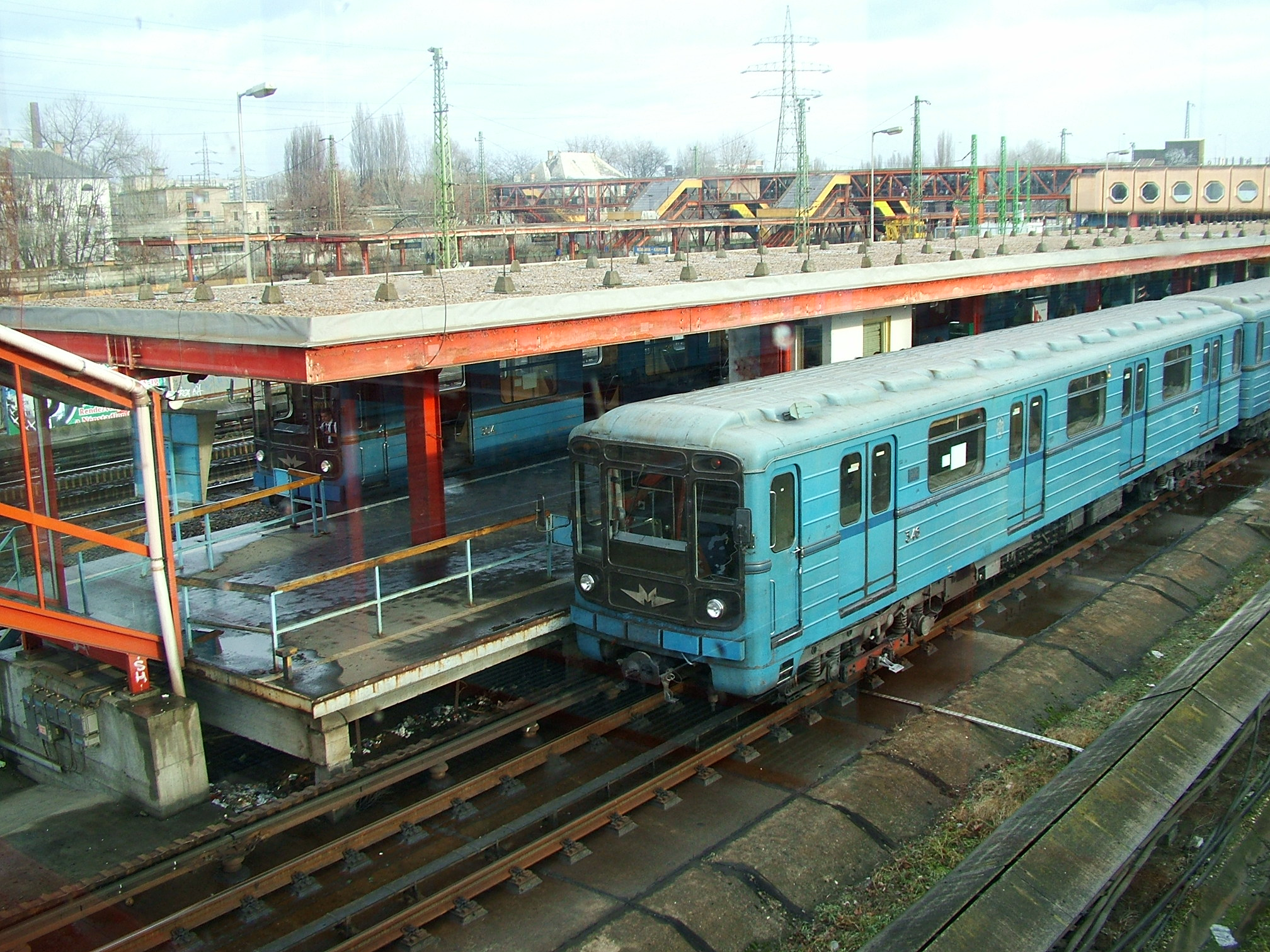
Metrószerelvények a régi állomásnál
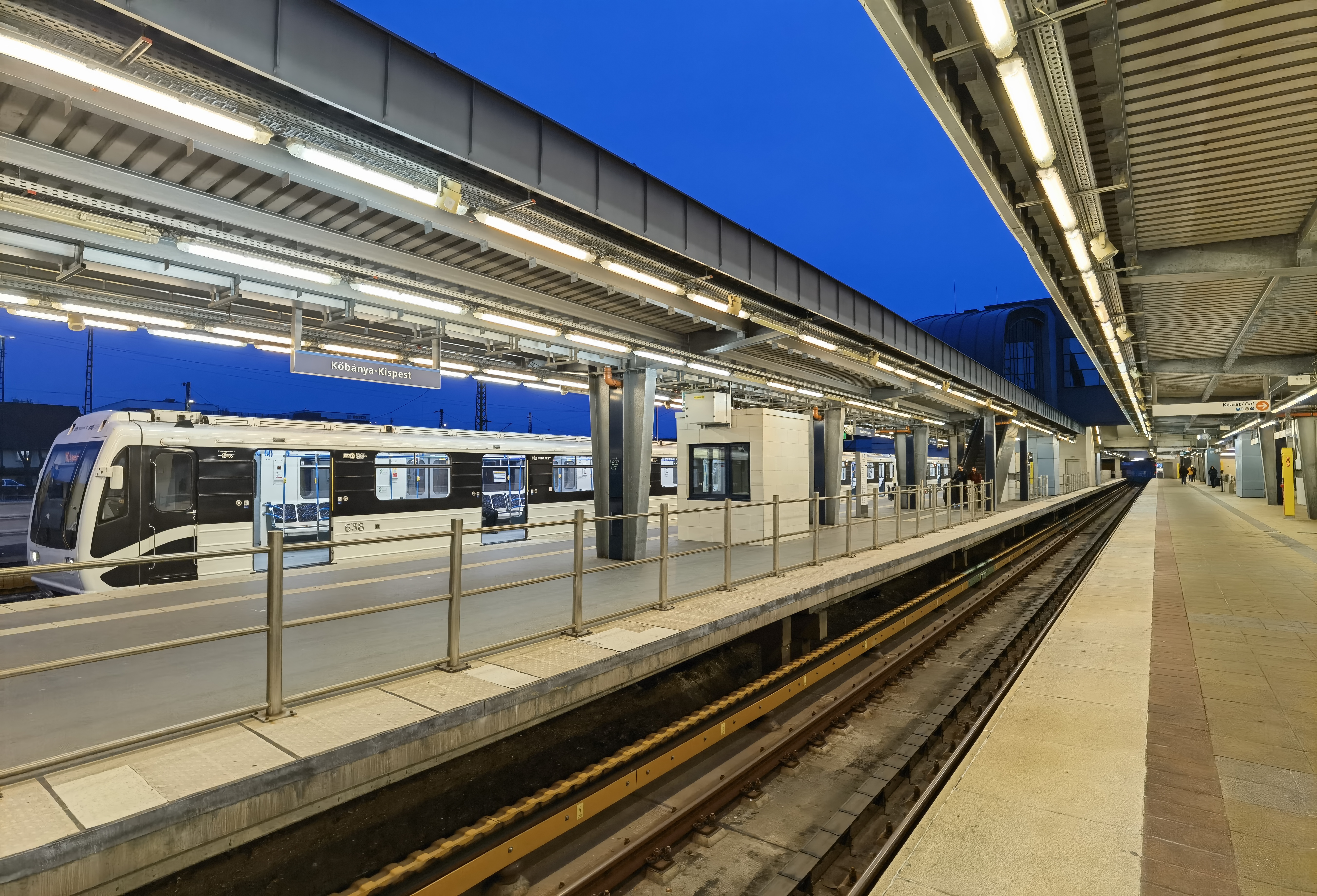
Új metróperon a kijárati oldalon
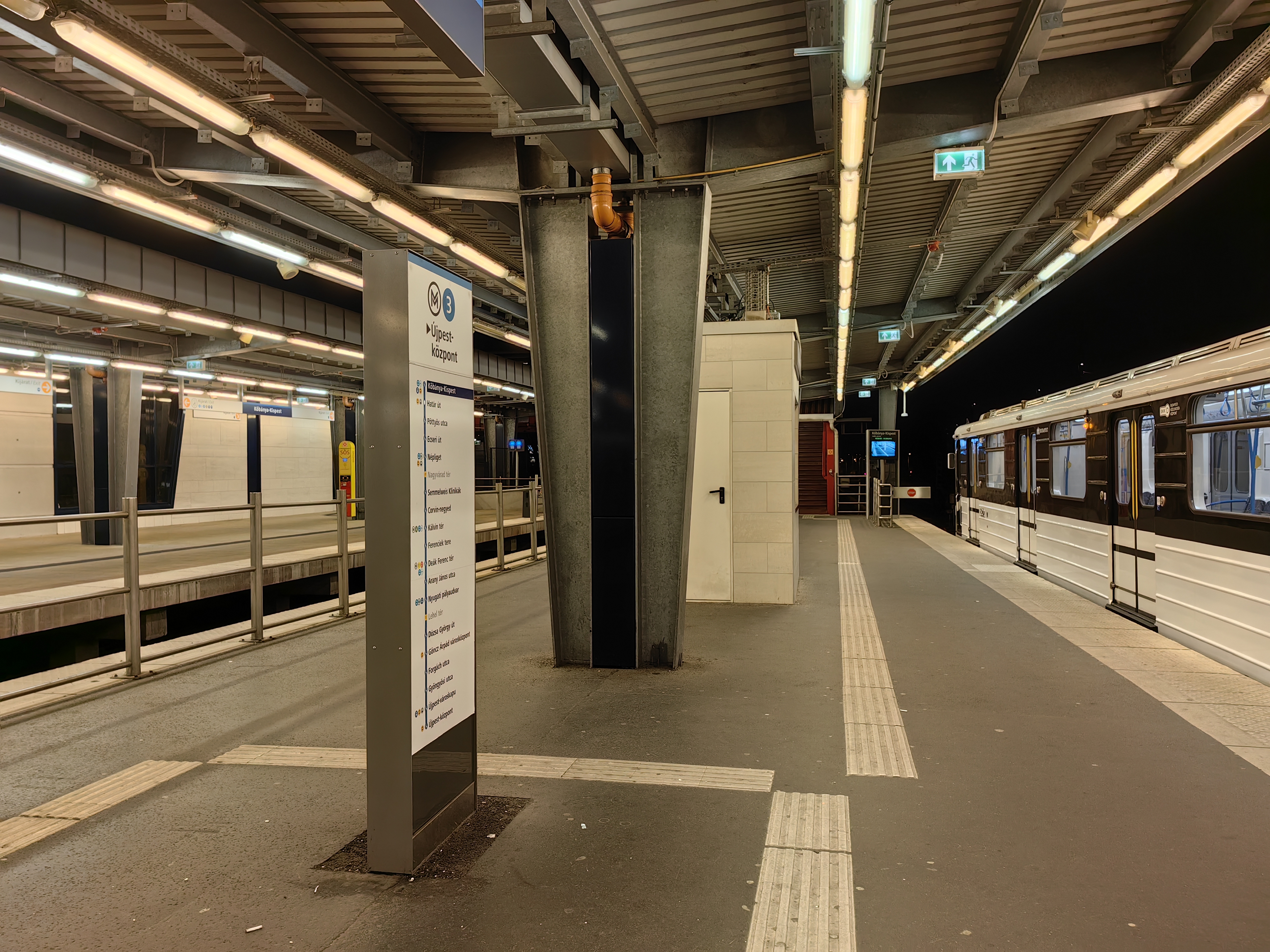
Új metróperon az indulási oldalon
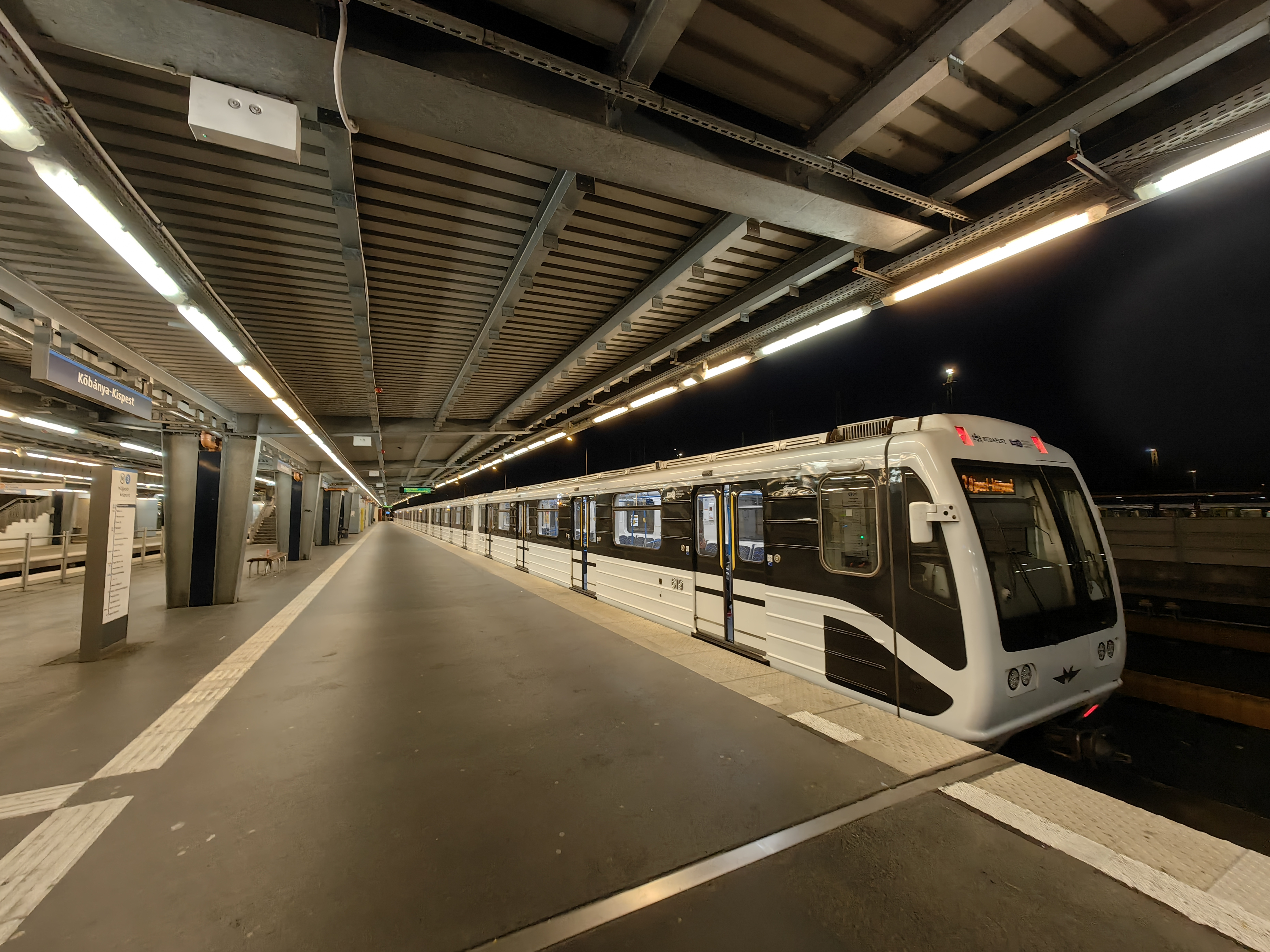
Újabb metrószerelvény az új indulási peronnál